# Johann Heinrich Schmedding (Baurat)
Johann Heinrich Schmedding (* 25. Januar 1849 in Münster; † 25. Januar 1921 ebenda) war ein deutscher Architekt und Altertumsforscher.

## Leben
Schmedding war der Architekt des 1907 eröffneten Museums in Haltern (heute: Museums in Haltern). In Münster entwarf er im Zoo das Elefantenhaus im Stil einer Moschee und das Kamelhaus im Stil eines japanischen Bauernhauses.
1903 leitete Schmedding die systematische Grabung eines karolingischen Hofes in Bossendorf bei Haltern. Er arbeitete in Haltern und Kneblinghausen, ferner grub er in der Turmhügelburg Haskenau. Er untersuchte zahlreiche Wallburgen in Westfalen und publizierte im „Atlas vor- und frühgeschichtlicher Befestigungen in Westfalen“.
Er war ab 1909 Mitglied der Altertumskommission für Westfalen, ab 1916 deren Vorsitzender. Er war Ehrenmitglied des Vereins für Altertumskunde und Heimatpflege in Haltern.

## Ehrungen
Er erhielt verschiedene Orden:
- Roter Adler-Orden 4. Klasse
- Königlicher Kronen-Orden 3. Klasse
- Landwehrdienstauszeichnung 2. Klasse
- Lippischer Hausorden 3. Klasse